# Шостак Григорій Ілліч
Григорій Ілліч Шостак (р.н. невідомий — після 1847) — штабскапітан Російської армії, поміщик Херсонської губернії, головний підрядник шпиталів російської армії в російсько-турецькій війні 1806—1812 рр., автор нереалізованого проєкту Дунайського козацького війська (1812), надвірний радник. За твердженням одеських істориків Тараса Гончарука та Анатолія Хромова є родичем Миколи Гоголя — рідний брат бабусі письменника за материнською лінією.

## Біографія
Григорій Шостак був козацького походження та належав до дворян Херсонської губернії, мав володіння у Одеському та Ананьївському повітах. Володів наприкінці XVIII — початку XIX ст. будинком в центрі Одеси по вул. Преображенській. Саме в цьому будинку хворів та помер 4 травня 1811 р. головнокомандувач Молдавської армії Каменський Микола Михайлович. Необхідні для поховання 20 тис. карбованців позичив сам Григорій Шостак. Саме за часів командування Молдавською армією М. М. Каменським штабскапітан Шостак був призначений головним підрядником військових госпіталів російської армії в Румунії. Імовірно завдяки давньому знайомству з головнокомандувачем — Г. І. Шостак став вчителем М. М. Каменського у кадетському корпусі.
Свою посаду Г. І. Шостак зберіг і після смерті М. М. Каменського, не зважаючи на відверто неприхильне ставлення до нього і прямі звинувачення у коррупції з боку ще одного з головнокомандувачів російської армії у війни з Туреччиною 1806—1812 рр. —  графа Ланжерона. Після закінчення війни 1806—1812 рр. Г. І. Шостак запропонував до розгляду тодішньому головнокомандувачу Молдавської армії адміралу Павлу Чичагову проєкт про створення на відвойованих землях Бессарабії Дунайського козацького війська. Судячи за змістом сам автор брався взяти на себе втілення проєкту в життя, імовірно, очікуючи зайняти у подальшому посаду наказного отамана новоутвореного козацького формування.
Переконати П.Чичагова у доцільності існування на прикордонних землях Бессарабії козацького війська Г. І. Шостаку вдалося, але не Скарлата Стурдзу — цивільного губернатора Бессарабії, що відстоював в першу чергу інтереси місцевих великих торговців та землевласників. Отанні не були зацікавленні у виділенні земель під військо та побоювалися крадіжок зі сторони козацтва, пам'ятаючи про грабунки, завдані ним майже усіма російськими іррегулярними формуваннями в часи війни 1806—1812 роки. Григорій Шостак особисто їздив до Кишинева переконувати Стурдзу, але через жорстку позицію останнього, навіть П.Чичагов відмовився від колишнього прихильного ставлення до ініціативи створення козацького війська.

## Родина
Син — Василь Григорович Шостак (1811—1862). Закінчив Московський університет, був на службі в штаті Канцелярії Новоросійського і Бессарабського генерал-губернатора, входив до Товариства сільського господарства Південної Росії та був автором численних публікацій у його «Записках». Крім того був дійсним членом Одеського товариства історії та старожитностей. У 1849 р. переклав та переробив французький твір з історії середньовічної торгівлі на Чорному морі, який надрукував у 1850 р. за власні кошти.